# Еплиш
Еплиш (фр. Espeluche) насеље је и општина у источној Француској у региону Рона-Алпи, у департману Дром која припада префектури Валанс.
По подацима из 2011. године у општини је живело 1041 становника, а густина насељености је износила 91,88 становника/km². Општина се простире на површини од 11,33 km². Налази се на средњој надморској висини од 286 метара (максималној 425 m, а минималној 106 m).

## Демографија
| 1962. | 1968. | 1975. | 1982. | 1990. | 1999. | 2011. |
| ----- | ----- | ----- | ----- | ----- | ----- | ----- |
| 353   | 412   | 489   | 626   | 700   | 752   | 1.041 |

График промене броја становника у току последњих година